# Арабелла Елізабет Рупелл

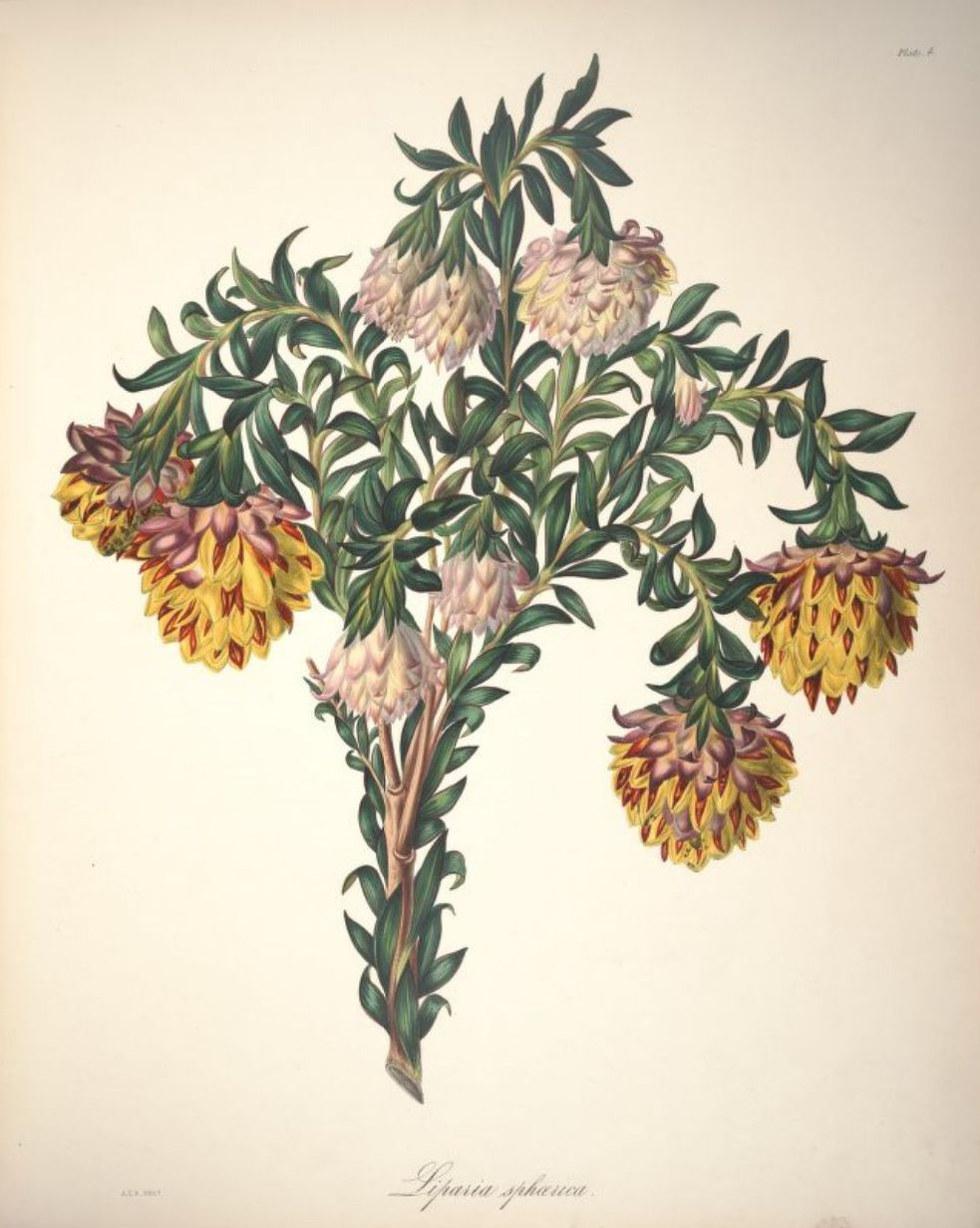
Liparia splendens

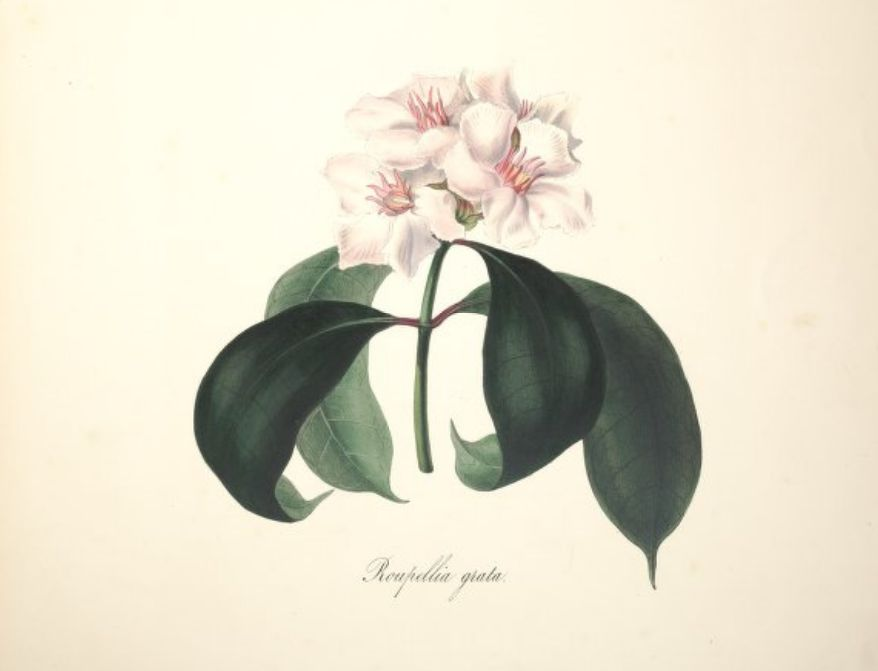
Strophanthus gratus вперше опублікована як Roupellia grata

Арабелла Елізабет Рупелл (англ. Arabella Elizabeth Roupell; 23 березня 1817 — 31 липня 1914) — британська ботанічна ілюстраторка, відома завдяки анонімній колекції картин із зображенням квітів, опублікованій у 1849 році під назвою 'Specimens of the flora of South Africa by a Lady'.

## Біографія
Рупелл була дочкою преподобного Джона Драйдена Пігготта, 16 вересня 1840 року вийшла заміж за Томаса Буна Рупелла, чиновника Ост-Індійської компанії. У 1843 році, невдовзі після народження старшого сина, її чоловіка направили до Капської колонії, і вона вирішила супроводжувати його у цій поїздці.
Під час свого дворічного перебування у Південній Африці Рупелл малювала місцеві квіткові рослини. Натаніел Валліх, який на той час керував Калькуттським ботанічним садом і був гостем того ж готелю у Кейптауні, що й Рупелл, був вражений якістю її робіт. Валліх супроводжував Рупелл у поїздках з метою колекціонування рослин та познайомив її зі своїми друзями Томасом Макліром, королівським астрономом Кейп-Тауна та його дружиною Мері, що призвело до тривалої дружби між жінками. Серед інших, з ким потоваришувала Рупелл, були Барон фон Людвіг, планувальник та забудовник Ботанічного саду в Кейптауні, та Джеймс Боуї, колекціонер рослин, ботанік Королівських ботанічних садів в К'ю.
У 1845 році Рупелли повернулися до Мадраса, де Арабелла продовжила займатися ботанічним живописом. Коли у 1846 році Валліх переїхав до Лондона з Калькутти, він переконав Арабеллу дозволити йому взяти з собою деякі з її картин, щоб показати Вільяму Джексону Гукеру. Гукер був у захваті від її ілюстрацій і вибрав десять з них для публікації. Роботи було передано видатному літографу вікторіанської епохи Полу Гаучі, який підготував ілюстрації до друку. Описовий текст до ілюстрацій надав ірландський ботанік Вільям Генрі Гарві. Видання мало сто передплатників, серед них були королева Вікторія, принц Альберт та директори Ост-Індійської компанії. Книга була добре сприйнята не лише в Англії, а й на континенті, де Рупелл обрали членом Регенсбурзького мистецького товариства. Видання було присвячено Валліху на знак визнання його «підтримки та наукового керівництва» з «повним почуттям вдячності та ніжної поваги». Вважається, що було надруковано лише 110 примірників альбому, що робить це видання рідкісним, цінним та дуже бажаним для колекціонерів.
Ост-Індійська компанія була розпущена у 1858 році, після чого Рупелли переїхали до «Лоддар-Корт» поблизу Редінга у Беркширі. На цей час родина була фінансово забезпечена, Томаса підвищили до сесійного судді під час перебування в Індії та направили спочатку до Коїмбатору, а пізніше до Каддалора. А Рупелл зайнялася ландшафтним садівництвом та проводила частину кожного року в замку Сандорн, спадщині свого батька в Шропширі.
У 1930-х роках Елізабет Чут Рупелл, вдова Нортона Айлмера Рупелла та невістка художниці, знайшла приблизно сотню пластин, які не були опубліковані. Вони перейшли у власність Джорджа Рупелла, онука Арабелли Рупелл та племінника Елізабет Чут Рупелл. Доля ілюстрацій була довгий час невизначеною, поки південноафриканський ботанік Іллтід Буллер Поул-Еванс передав картини Мері Ганн, бібліотекарці Ботанічного науково-дослідного інституту, яка одразу впізнала в них давно шукану колекцію. Після виставки, що відбулася у листопаді 1951 року в Публічній бібліотеці Йоганнесбурга, родина Смутсів подарувала картини Кейптаунському університету, який передав їх бібліотеці Гербарію Болуса. У 1964 році одинадцять пластин з цієї колекції були опубліковані під назвою 'More Cape Flowers by a Lady', у 1975 році ті ж самі пластини з додаванням ще двох та біографічним описом, з'явилися під назвою «Арабелла Рупелл».
Швейцарський ботанік Карл Фрідріх Даніель Мейсснер назвав Protea roupelliae на честь Арабелли Руперт. Таксон Roupellia grata, квітуча повзуча рослина з Сьєрра-Леоне, названа на честь різних представників родини Рупелл, була перейменована французьким ботаніком Анрі Байоном на Strophanthus gratus.